# Naturaleza muerta (álbum)
Naturaleza muerta es el tercer álbum de estudio del grupo español Fangoria, publicado el 22 de octubre de 2001 por Subterfuge Records. Producido en su totalidad por Fangoria y Carlos Jean, marcó una consolidación del sonido electrónico que el grupo venía desarrollando desde Una temporada en el infierno (1999), con una orientación más clara hacia el trance-pop, como lo definió Alaska en entrevistas promocionales. Naturaleza muerta incluye una crítica al panorama musical español de los 2000, señalando el regreso a la estética de los años ochenta.
Se lanzaron cuatro sencillos del álbum. El primero, «No sé qué me das», obtuvo críticas positivas, incluso la SGAE la catalogó como la «Mejor canción electrónica del año». Se posicionó en el número dos en la lista de sencillos más vendidos de España. Los siguientes sencillos, «Eternamente inocente» y «Hombres» se ubicaron entre los diez primeros puestos en España durante varias semanas.«Más que una bendición» se puso únicamente a la venta a través de la página web de la discográfica, careciendo de promoción y obteniendo un rendimiento comercial pobre.
Fangoria promocionó el álbum durante una gira de presentaciones entre 2001 y 2003. 

## Antecedentes y desarrollo
El álbum fue producido por Carlos Jean, aunque su elección no fue inmediata. Según declaraciones del grupo, barajaron también los nombres de Kadoc, Ibon Errazkin y Big Toxic, antes de decantarse por Jean. Nacho Canut expresó ciertas dudas iniciales debido al trabajo previo del productor con artistas mainstream como OBK, Miguel Bosé o La Unión, pero posteriormente lo consideró el productor ideal, capaz de conectar con la esencia sonora que el grupo buscaba.

## Música y letras
Musicalmente, Naturaleza muerta se caracteriza por su ritmo predominantemente bailable y electrónico. Nacho Canut describió el enfoque como un equivalente dentro de la electrónica a lo que los Ramones representaban en el rock: «coges la sustancia y haces cosas muy pop». La intención era adaptar su propuesta a un contexto más festivalero, donde, según el propio Canut, «el ochenta por ciento del público va a ver a otro grupo», lo que motivó la inclusión de canciones más rápidas y accesibles. El álbum incluye influencias diversas, desde el trance hasta elementos de música latina, como el ritmo de batucada en «Un astronauta solo, flotando», inspirado en «Se a vida é» de Pet Shop Boys. El grupo reconoce haber adoptado estos sonidos «como turistas de lo latino», destacando su alejamiento de cualquier postura purista en lo musical. En este sentido, Fangoria critica tanto el fundamentalismo del rock como los dogmatismos del pop, defendiendo la artificialidad y el decorado como elementos esenciales del género.
Naturaleza muerta también refleja una reflexión crítica sobre el panorama musical español de los años 2000, la industria discográfica y la herencia de los años noventa. Para Fangoria, el fin de esa década quedó marcado por la muerte de Kurt Cobain y un retorno a la estética de los años ochenta, representada por artistas como Alejandro Sanz o La Oreja de Van Gogh.
Además de Jean, el disco contó con la colaboración de artistas afines al universo estético de Fangoria, como Teresa Iturrioz e Ibon Errazkin (ex Le Mans), Carles Congost (autor de la portada), y Mastretta, quien participó en dos temas. Alaska destacó que su elección no obedecía a criterios técnicos, sino a afinidad artística, afirmando: «si tocara mal, le llamaríamos igual porque queremos a Mastretta».
Naturaleza muerta sigue el mismo esquema que su predecesor Una temporada en el infierno, con once canciones inéditas y una versión, en este caso de «Ese hombre» de Rocío Jurado. Al igual que en el álbum anterior, la producción corre a cargo de Carlos Jean, pero en esta ocasión el disco presenta un sonido más dinámico, con canciones de tempos más rápidos y una mayor accesibilidad en sus letras, que son menos minimalistas que las del trabajo previo. Este cambio de estilo refleja una evolución en el enfoque musical del dúo, apostando por una sonoridad más comercial y directa. El álbum incluye canciones destacadas como «Soy tu destino», «Amo el peligro», «Déjame llorar», «¿Cómo solucionar problemas del corazón en condiciones atmosféricas adversas?» y «El cielo está vacío», que son altamente valoradas por su calidad musical.

## Promoción

### Sencillos
Un mes antes de su lanzamiento, se adelanta el sencillo «No sé qué me das», el cual logra una recepción sin precedentes en la carrera del grupo debido a su gran comercialidad. La canción alcanza el número dos en España durante su primera semana de lanzamiento y permanece en los primeros puestos durante varias semanas, hasta agotar las existencias de su edición limitada.
Del disco se extraen hasta cuatro maxisencillos, igualando la cifra de lanzamientos de la etapa de Dinarama. El primero, «No sé qué me das», que incluye una versión distinta al sencillo inicial con tres remezclas. También se publican como sencillos los temas «Eternamente inocente» (con cinco remezclas), «Hombres» (con tres remezclas) y «Más que una bendición» (con tres remixes). Todos estos sencillos logran buenas posiciones en las listas de ventas, excepto «Más que una bendición», que se vende exclusivamente a través de internet de manera experimental. Además, para este disco se producen videoclips de mayor calidad en comparación con los de su anterior álbum.

## Lista de canciones
Todas las canciones fueron producidas por Fangoria y Carlos Jean.

| N.º | Título                                                                         | Escritor(es)                                         | Duración |  |
| 1.  | «Soy tu destino»                                                               | Bazooka Nut, Ignacio Canut, Olvido Gara, Pablo Sycet | 2:55     |  |
| 2.  | «Más que una bendición»                                                        | Canut, Luis Prosper, Gara                            | 3:43     |  |
| 3.  | «Eternamente inocente»                                                         | Canut, Prosper, Gara                                 | 3:43     |  |
| 4.  | «No sé qué me das»                                                             | Canut, Prosper, Gara                                 | 4:35     |  |
| 5.  | «Amo el peligro»                                                               | Nut, Canut, Gara, Sycet                              | 3:37     |  |
| 6.  | «El cielo está vacío»                                                          | Nut, Canut, Gara                                     | 3:56     |  |
| 7.  | «Un astronauta solo, flotando»                                                 | Nut, Canut, Manolo Campoamor, Gara, Sycet            | 3:06     |  |
| 8.  | «Hombres»                                                                      | Canut, Prosper, Gara                                 | 4:03     |  |
| 9.  | «Déjame llorar»                                                                | Ibon Errazkin, Teresa Iturrioz                       | 4:13     |  |
| 10. | «¿Cómo solucionar problemas del corazón en condiciones atmosféricas adversas?» | Nut, Canut, Gara                                     | 3:52     |  |
| 11. | «¿Por qué todo de ser color rosa?»                                             | Nut, Canut, Gara, Sycet                              | 2:48     |  |
| 12. | «Ese hombre»                                                                   | Ana Magdalena, Manuel Alejandro                      | 3:55     |  |

Notas adicionales
- «Ese hombre» es una versión de Rocío Jurado.

## Créditos, grabación y personal
- Alaska: voz, producción
- Nacho Canut: producción
- Carlos Jean: teclados, guitarra, coros, programación, producción
- Rafa Spunky: coros
- Nacho Mastretta: clarinete
- Ibon Errazkin: guitarra
- Roberto Jean: scratch
- José Luis Crespo: masterización
- Javier Aramburu: ilustración, diseño gráfico
- Carles Congost: fotografía

Créditos adaptados del folleto del álbum.